# Глатцер, Нахум Норберт
Нахум Норберт Глатцер (нем. Nahum Norbert Glatzer, 25 мая 1903, Лемберг, Королевство Галиции и Лодомерии, Австро-Венгрия — 27 февраля 1990, Тусон, Аризона, США) — немецкий и американский еврейский философ, историк иудаизма.

## Биография
Глатцер родился в Лемберге, тогда входившем в состав Австро-Венгерской империи (ныне Львов на западе Украины). С 1915 по 1920 год посещал государственную гимназию в Дечине. В 1920 году переехал во Франкфурт, где до 1922 года был студентом Брейер-ешивы.
Учился во Франкфуртском университете у Мартина Бубера, где в 1931 году защитил диссертацию по философии. Должен был занять преподавательское место Бубера но с приходом нацистов к власти в Германии к власти эмигрировал в Палестину, в 1938 году переехал в США (получил американское гражданство в 1942 году). Преподавал в университете Брандейса (Уолтем), в Бостонском университете. Издавал журнал Иудаизм, переписывался с Бубером, консультировал издания сочинений Кафки на английском языке, выпустил в переводе на немецкий и английский несколько ценных антологий еврейской мысли, к которым, среди других, не раз обращался Борхес. Переводил (на немецкий) произведения Агнона. Жил в собственном доме в Уотертауне (Массачусетс).
Дочь — американский кинорежиссёр-документалист, историк искусства Джудит Векслер.

## Научные труды
Основные труды посвящены философии иудаизма, жизни, мысли и произведениям Маймонида, Розенцвейга, Кафки и других. Оставил воспоминания (изд. 1997).

## Публикации
- Sendung und Schicksal (1931)
- Untersuchung zur Geschichtslehre der Tannaiten (1932)
- Geschichte der talmudischen Zeit (1937, многократно переиздавалась на нем. и англ. яз.)
- Franz Rosenzweig, his Life and Work (1953)
- Faith and knowledge (1963)
- Leopold Zunz. Jude, Deutscher, Europäer (1964)
- Hillel, Repräsentant des klassischen Judentums (1966)
- Moses Maimonides. Ein Querschnitt durch sein Werk (1966)
- Anfänge des Judentums. Eine Einführung (1966)
- The essentiel Philo (1970)
- Essays in Jewish thought (1978)
- The loves of Franz Kafka (1986)
- The memoirs of Nahum N. Glatzer (1997)